# De Hoop (Kropswolde)
De Hoop is een korenmolen aan de Woldweg in het dorp Kropswolde in de provincie Groningen.
De molen werd in 1923 gebouwd, nadat de vorige molen op deze plek was afgebrand. Voor de herbouw werd de afgebroken oliemolen De Hoop uit Vierverlaten bij Hoogkerk gebruikt. De molen werd in Kropswolde een grondzeiler en is in de provincie Groningen de enige nog overgebleven grondzeiler-korenmolen. Na de Tweede Wereldoorlog kwam de molen buiten bedrijf en raakte in ernstig verval. Eind jaren zeventig kwam de redding doordat de molenaarsfamilie Pot, die tevens eigenaar was van De Zwaluw in Nieuwe Pekela, de molen aankocht en geheel als maalvaardige productiemolen werd gerestaureerd. Sindsdien maalt de molen consumptiemeel. Het wiekenkruis is in 20121 voorzien van zelfzwichting met een speciaal door mulder Pot ontwikkelde versie. De wieken hebben aan het eind het systeem van Bussel en naar de askop fokwieken. Het hekwerk is vervangen door het van Riet-systeem, maar andersom scharnierend.
De molen zelf is vanwege de productiefunctie niet te bezoeken, maar naast de molen is een winkel ingericht die geopend is op donderdag en vrijdag van 10.00 tot 17.00 uur en op zaterdag van 10.00 tot 16.00 uur.